# Gynoplistia (Gynoplistia) bituberculata
Gynoplistia (Gynoplistia) bituberculata is een tweevleugelige uit de familie steltmuggen (Limoniidae). De soort komt voor in het Australaziatisch gebied.